# Loon op Zand
Loon op Zand é um município dos Países Baixos, situado na província de Brabante do Norte. Tem 50,71 km² de área e sua população em 2020 foi estimada em 23.466 habitantes.